# HD 82347
HD 82347，又名CP-61 1277，SAO 250590、HR 3776，是一颗恒星，视星等为5.92，位于銀經281.62，銀緯-8.11，其B1900.0坐标为赤經9h 26m 16.2s，赤緯-61° -8.11′ 9″。